# Lány (okres Kladno)
Lány (voorheen ook: Lahna - Duits: Lana, voorheen: Lahn) is een Tsjechische gemeente in de regio Midden-Bohemen en maakt deel uit van het district Kladno. Het dorp ligt op 5 km afstand van Nové Strašecí en op 20 km afstand van Praag.
Lány telt 2260 inwoners (2023).

## Geografie
De gemeente bestaat uit de volgende plaatsen:
- Lány;
- Vašírov.

## Geschiedenis

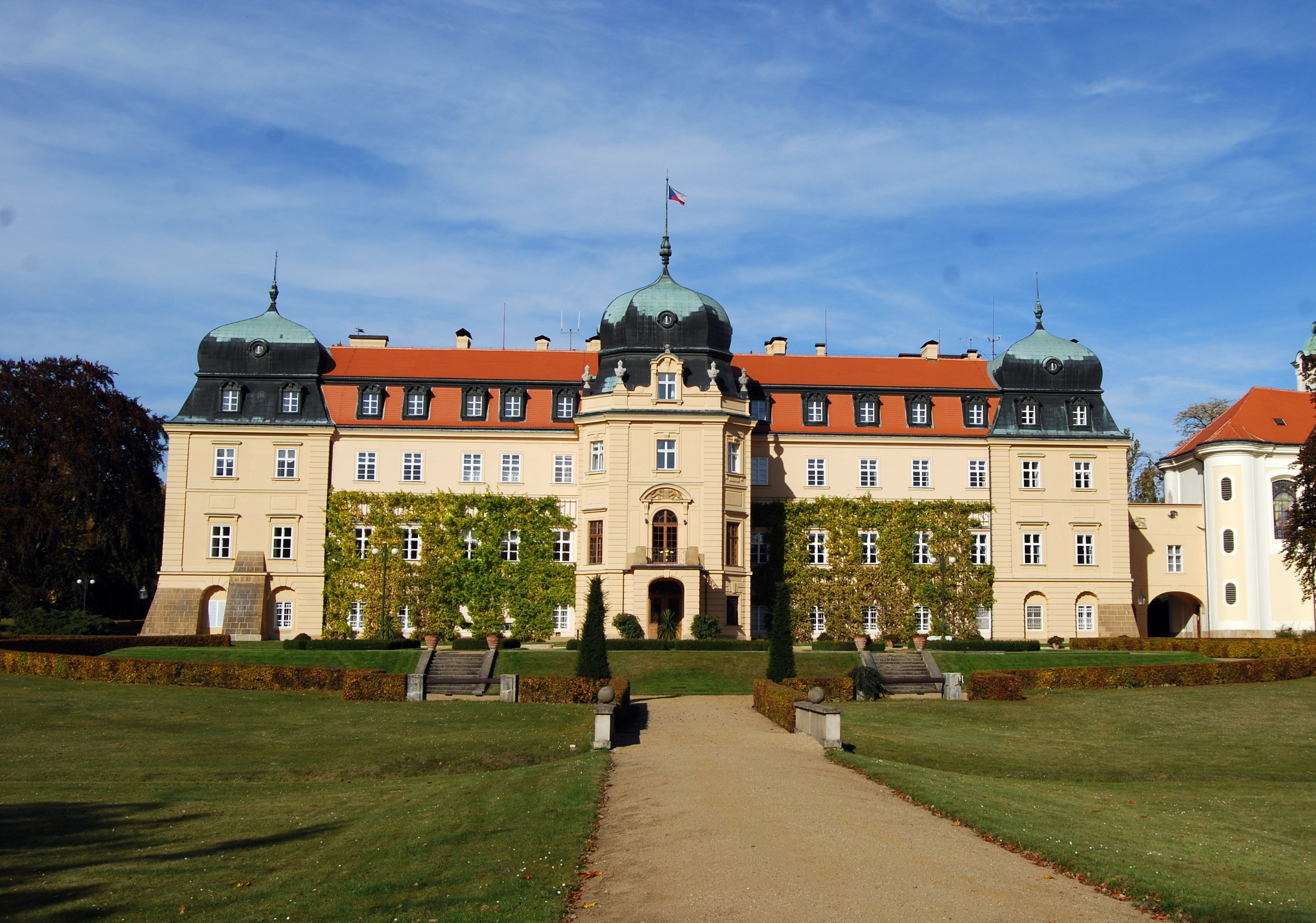
Kasteel van Lány

De eerste schriftelijke vermelding van Lány dateert van 1392, toen de bouwpapieren melding maakten van een kasteel van de ridder Hassko de Lan (Hasek van Lány). Het kasteel van Lány werd tussen 1921 en 1937 door president Tomáš Masaryk gebruikt als zomerresidentie.
Sinds 2007 is Lány een zelfstandige gemeente binnen het district Kladno. In 2009 werd het dorp tweede in de nationale Dorp van het jaar-verkiezing.

## Verkeer en vervoer

### Autowegen
De weg II/236 loopt door de gemeente en verbindt Lány met Křivoklát, Smečno en Slaný. De weg II/116 eindigt in het dorp en verbindt Lány met Beroun en Nižbor.

### Spoorlĳnen
Er is geen station in Lány. Het dichtstbĳzĳnde treinstation is Stochov (tot 1960 Lány geheten), op 2 km afstand van het dorp. Dat station ligt aan spoorlijn 120 Praag - Kladno - Rakovník.

### Buslĳnen
Er zĳn diverse bushaltes in het dorp, waar buslĳnen met de volgende bestemmingen halteren: Kladno, Nové Strašecí, Praag, Rakovník, Řevničov en Slaný.

## Sport en cultuur
In het dorp zĳn onder meer een cultureel centrum en ĳshockeyvereniging gevestigd.

## Bezienswaardigheden
- Kasteel van Lány;

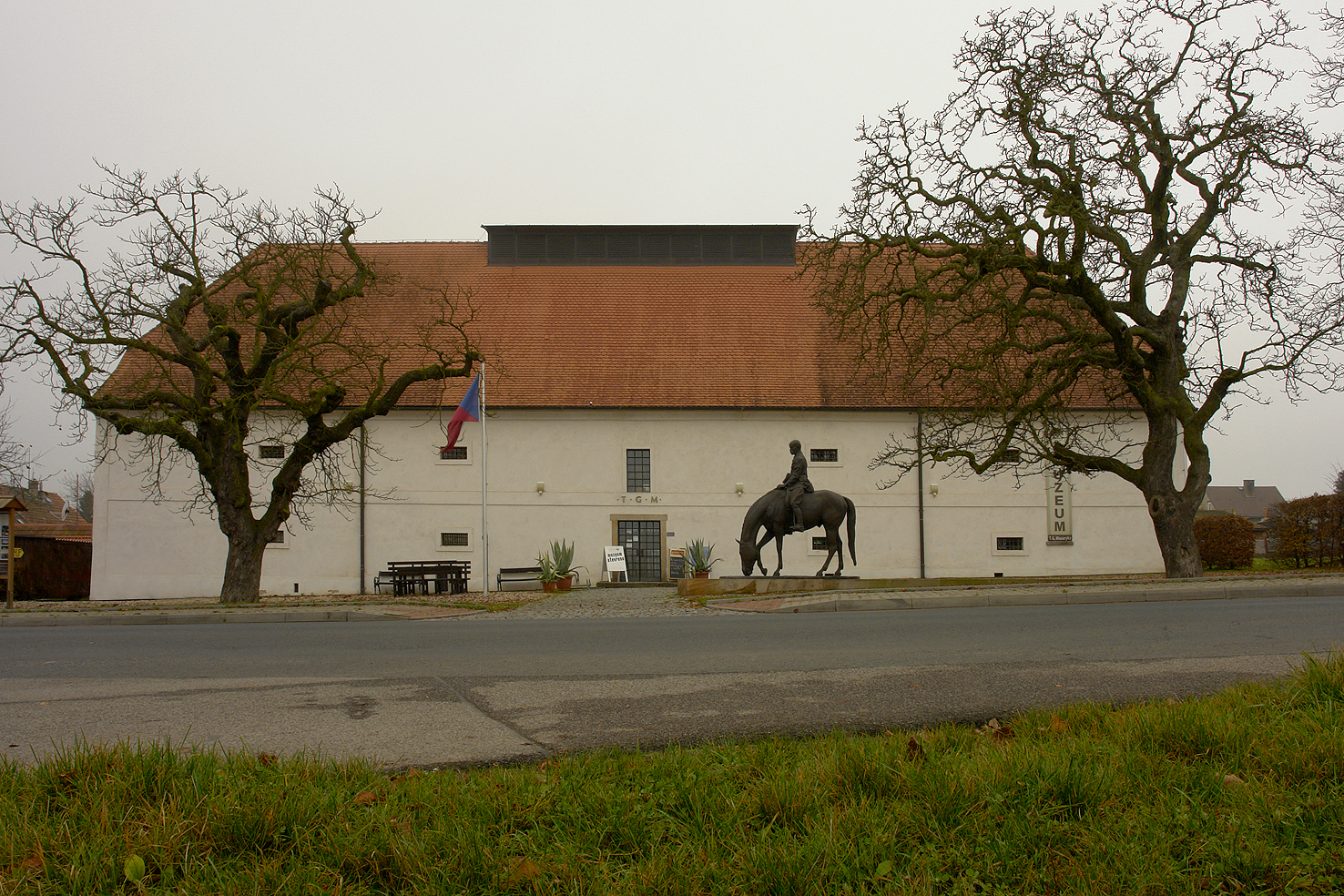
Masarykmuseum

- Graf van de eerste Tsjecho-Slowaakse president Tomáš Masaryk en zijn vrouw Charlotta;
- Jezuskerk;
- Masaryk-museum;
- Natuurreservaat Klíčavavallei;
- Gebouw van de Tsjechische Agrarische Universiteit, gevestigd op een boerenerf uit 1528 - huidig neogotisch gebouw van J. Jiruš uit 1861-1875;
- Villa van de lokale schilder Horník, ontworpen door Dusan Jurkovic;
- Natuurbad uit 1939.

### Herdenkingsplechtigheid
Ieder jaar, op zowel de geboortedag (7 maart) als sterfdag (14 september) van voormalig president Tomáš Masaryk, wordt een herdenkingsplechtigheid met kransleggingen gehouden door de dan zittende Tsjechische president, de voorzitter van de senaat en andere ambtenaren en democratische organisaties. Ook wordt er muziek gespeeld door leden van de kasteelwacht en het publiek. Het Masarykmuseum en kasteel zĳn op die dagen tevens toegankelĳk voor het publiek.

## Bekende inwoners
- Tomáš Masaryk (1850-1937), eerste Tsjecho-Slowaakse president, filosoof, socioloog, politicus en journalist;
- Charlotta Garrigue Masaryk (1850-1923), echtgenote van de voormalig president, feministe en (deeltĳd)columniste;
- Alice Masaryková (1879-1966), dochter van de voormalig president, eerste voorzitster van het Tsjecho-Slowaakse Rode Kruis, feministe en sociologe;
- Jan Masaryk (1886-1948), zoon van de voormalig president, staatsman en diplomaat.

## Galerĳ

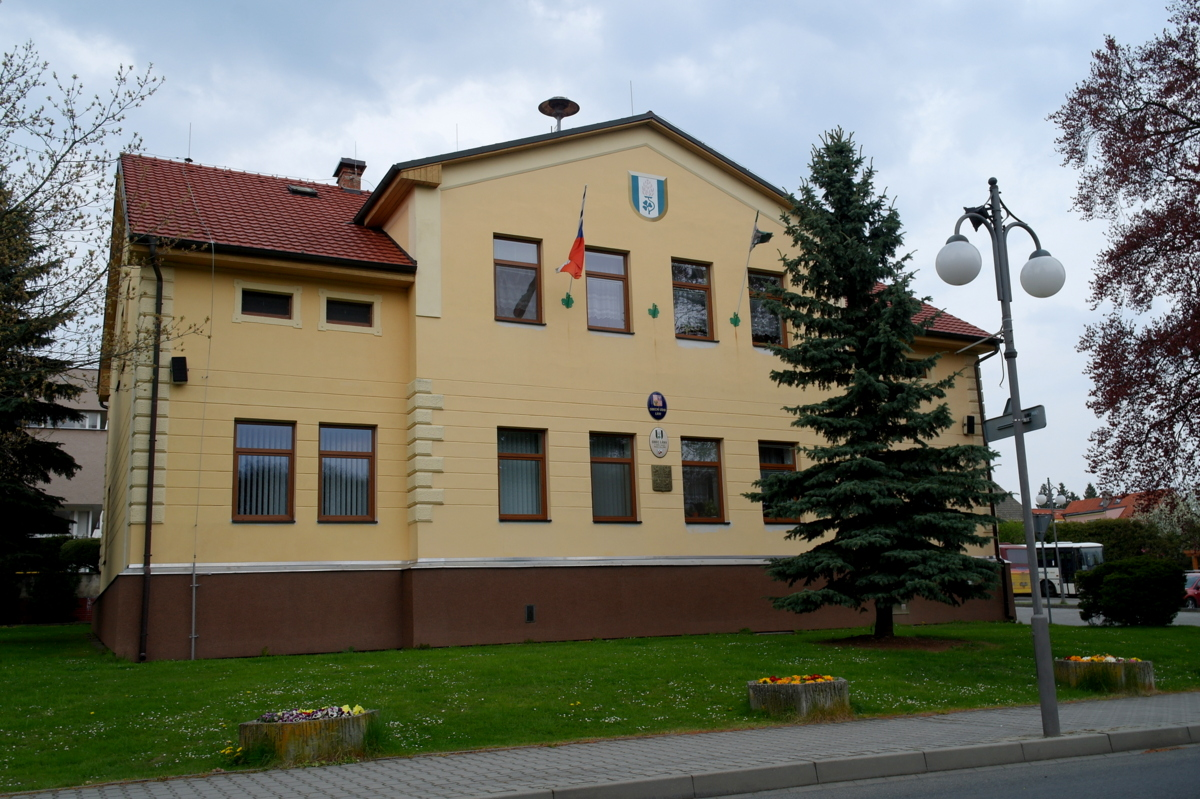
Gemeentehuis
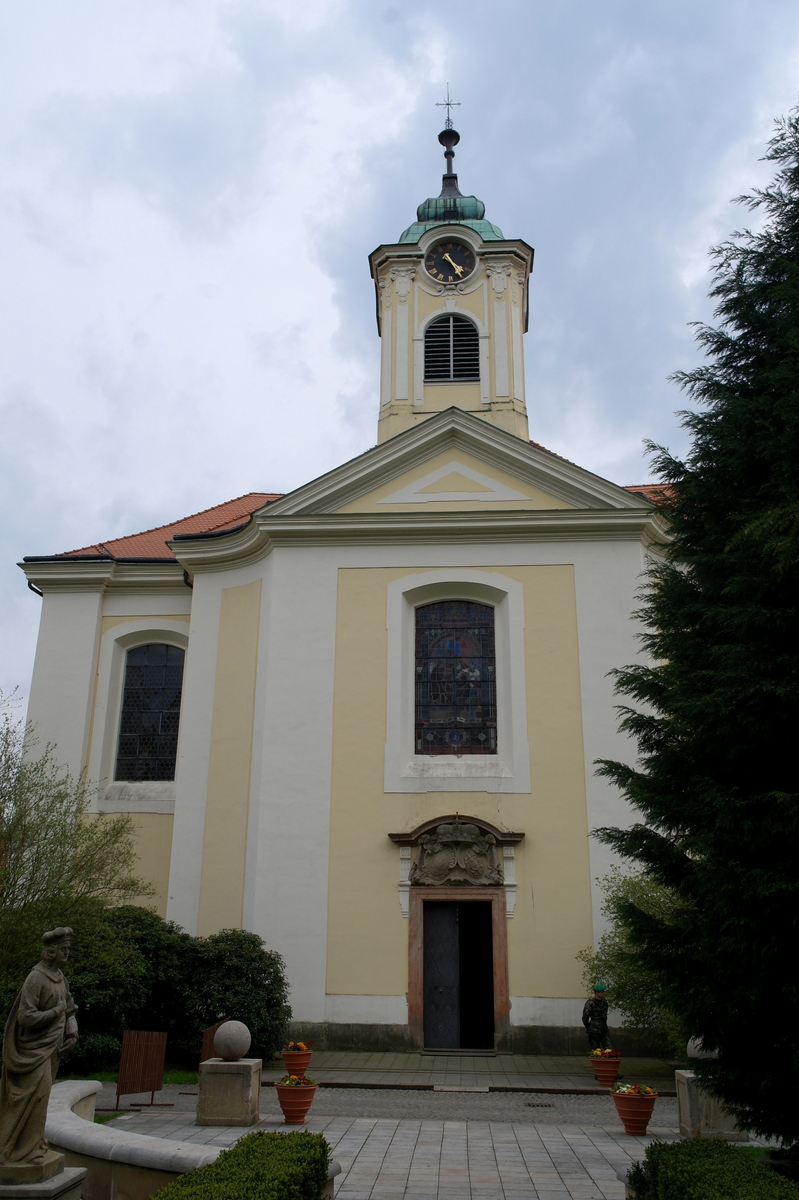
Jezuskerk
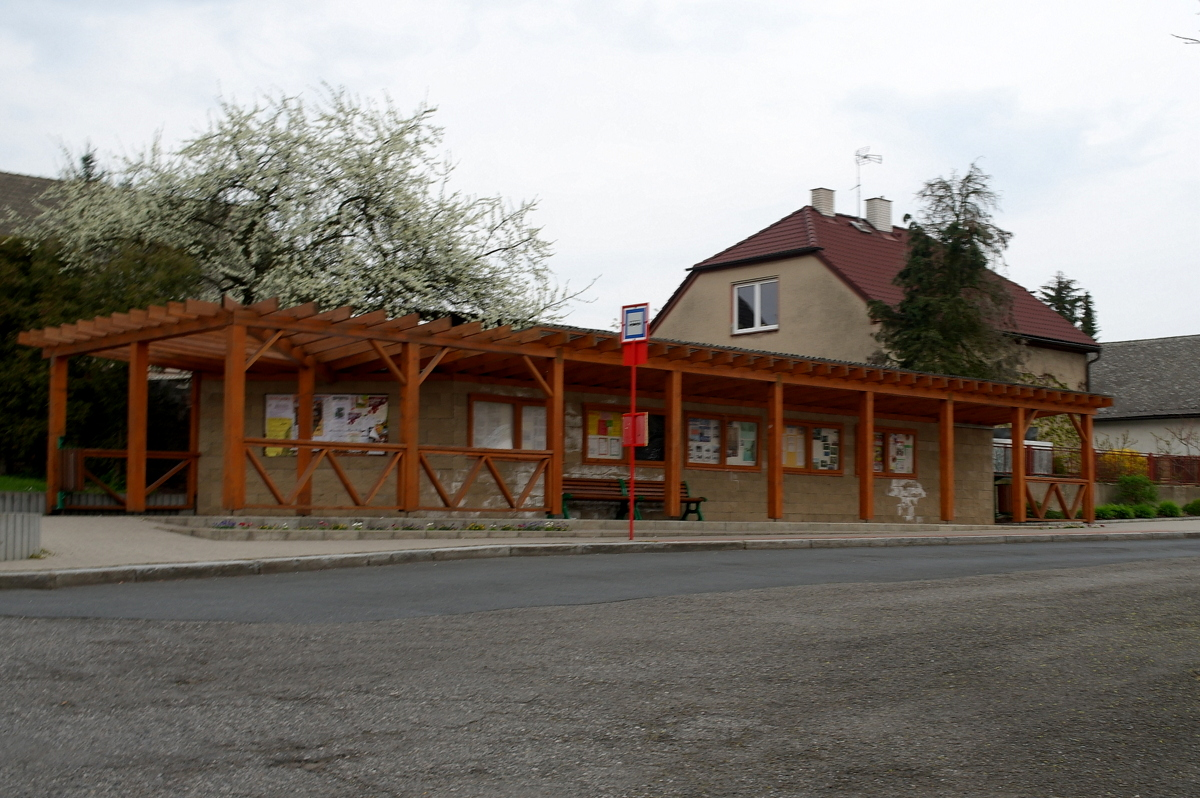
Bushalte op het Masarykovoplein
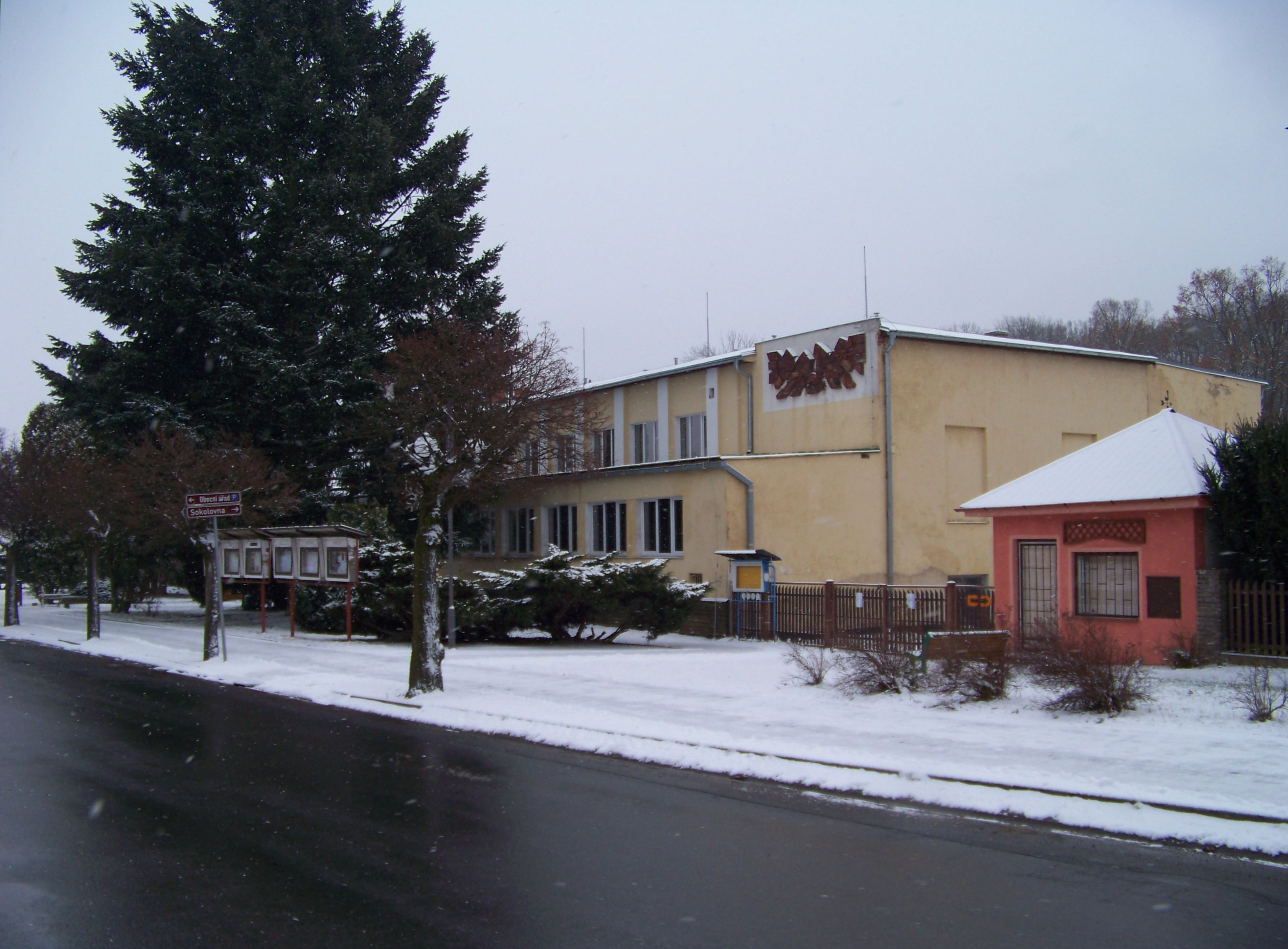
Cultureel centrum
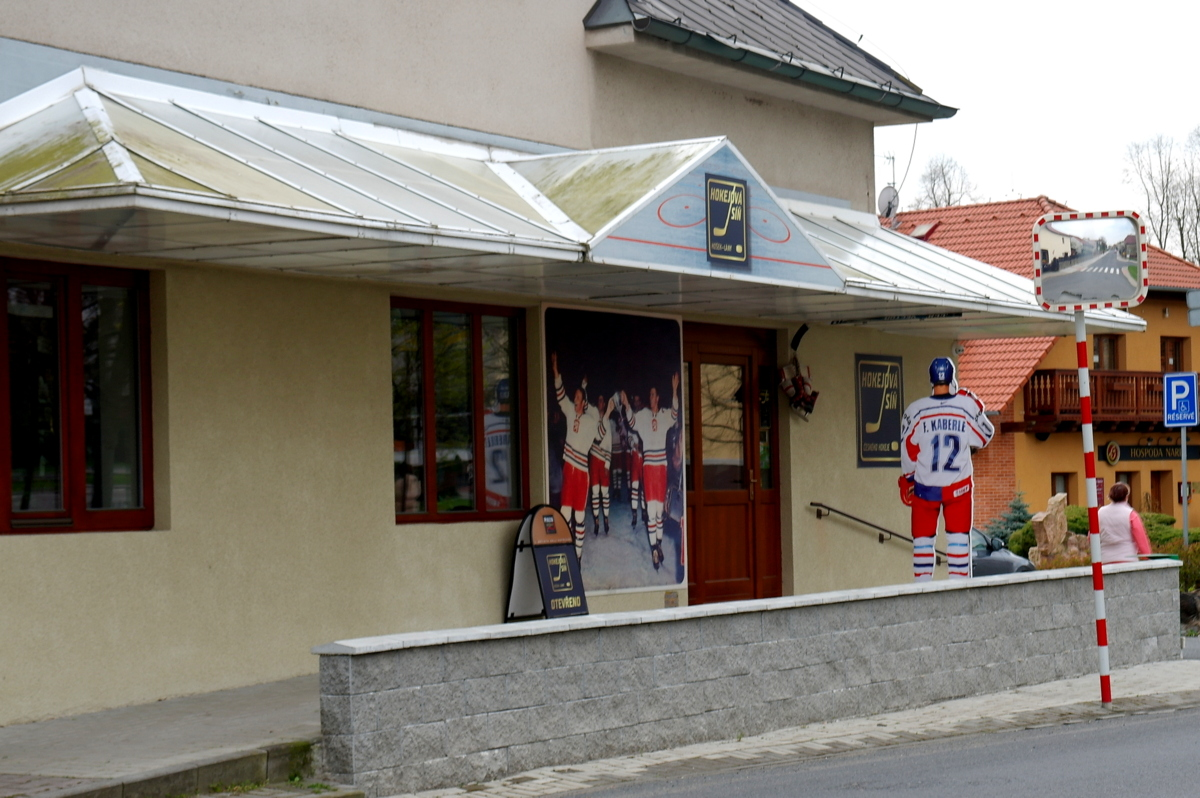
Ĳshockeyvereniging
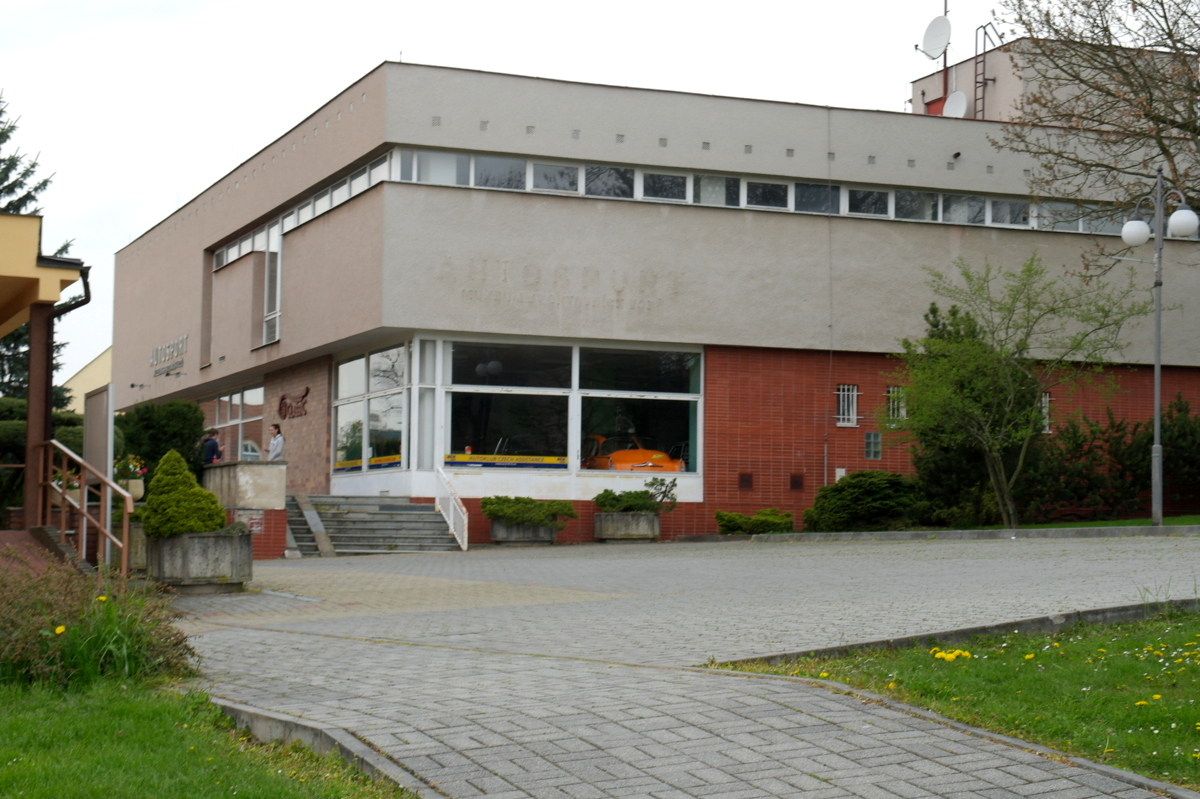
Voormalig Sportwagenmuseum (gesloten in 2021)
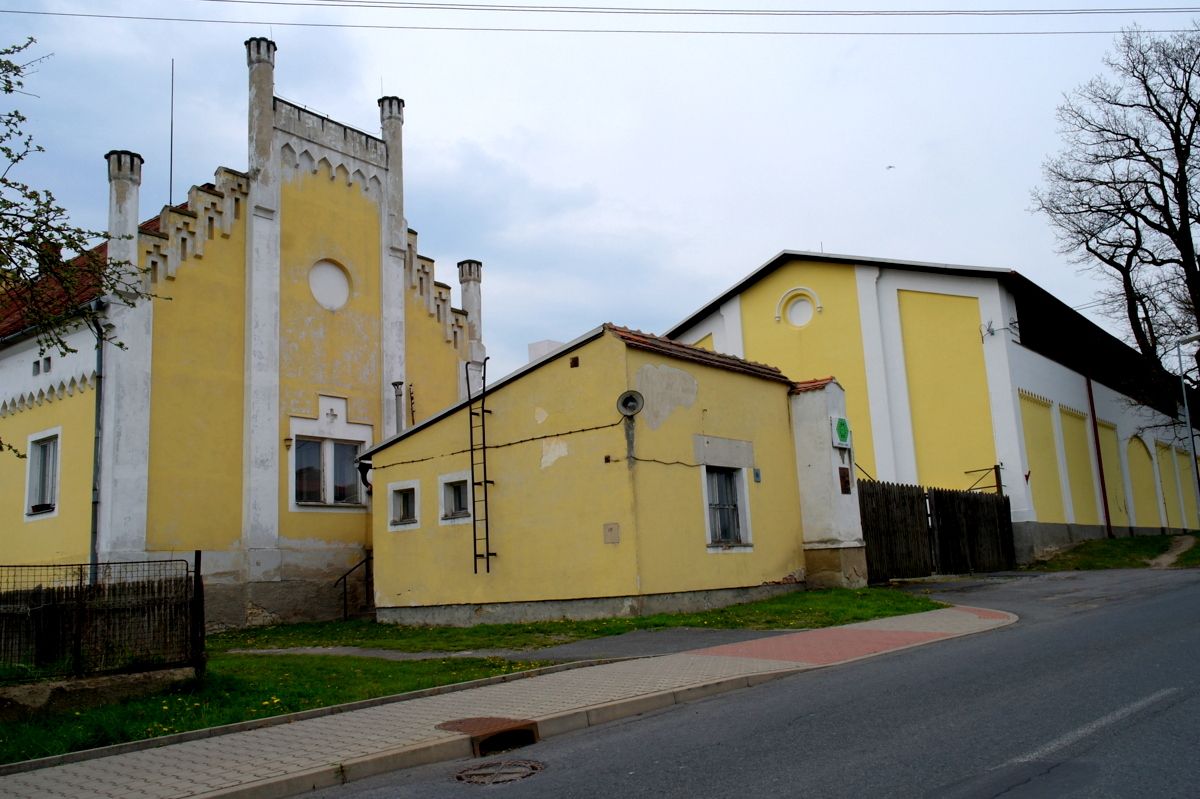
Agrarische universiteit